# 舍诺城堡

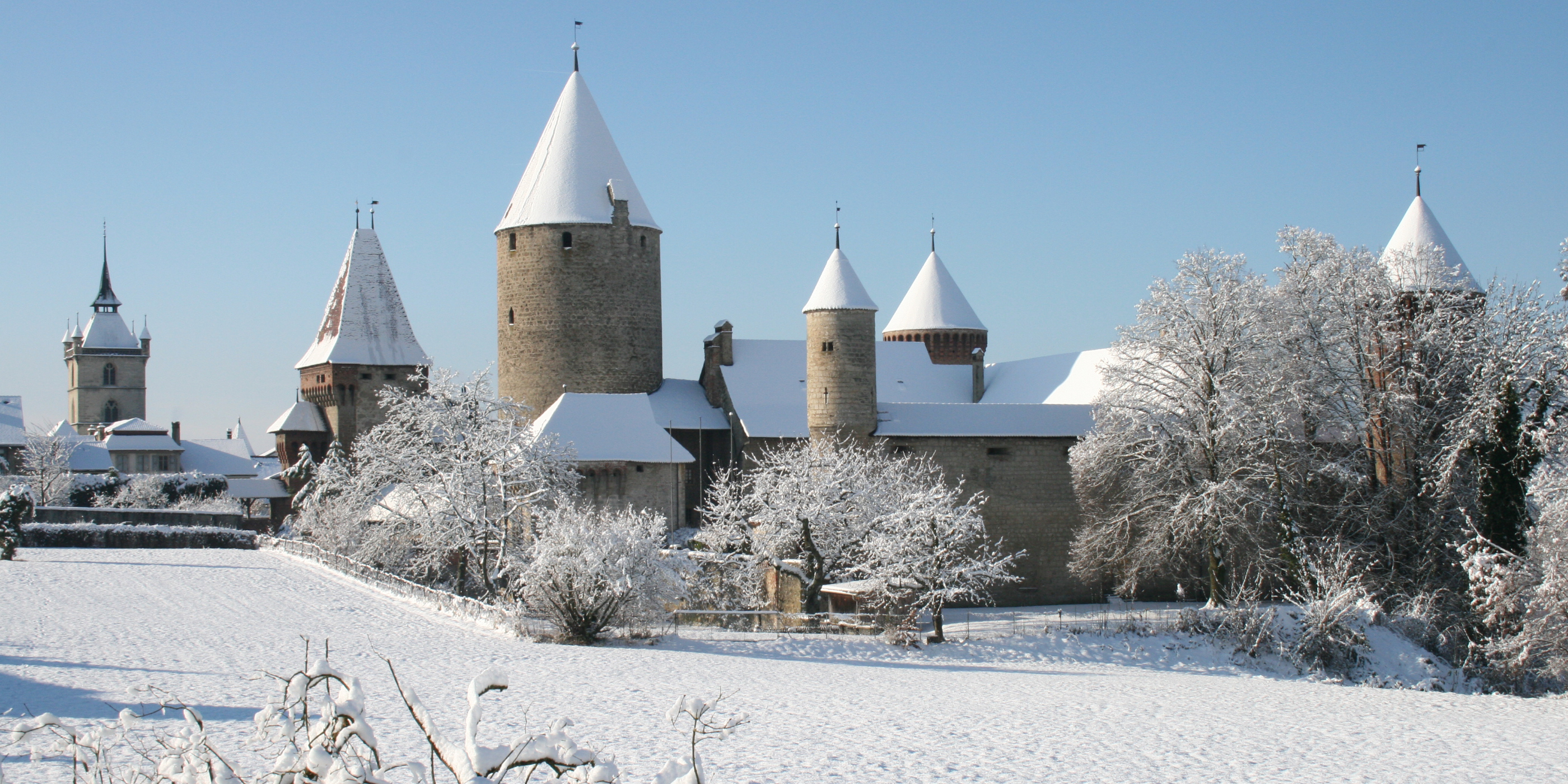
舍诺城堡

舍诺城堡（法語：Château de Chenaux）是位于瑞士弗里堡州中世纪古镇埃斯塔瓦耶（Estavayer-le-Lac）的一座城堡，位于纳沙泰尔湖南岸。

## 历史
舍诺城堡始建于1392年。1432年，萨伏依的“私生子”恩贝尔（Humbert, le bâtard de Savoie）占据了城堡，并对防御工事进行了完整的扩建。勃艮第战争期间，城堡被烧毁，1476年又得到重建。目前城堡是布罗瓦区（district de la Broye）政府等行政部门的所在地。